# زيد بن وديعة
زيد بن وديعة بن عمرو بن قيس الخزرجي الأنصاري صحابي جليل من قبيلة الخزرج من الأنصار شهد مع النبي محمد ﷺ غزوة بدر وغزوة أحد.

## نسبه
هو زيد بن وديعة بن عمرو بن قيس بن جزي بن عدي بن مالك بن سالم بن غنم بن عوف بن الخزرج الخزرجي الأنصاري.